# Centro de Conferencias de Fukuoka

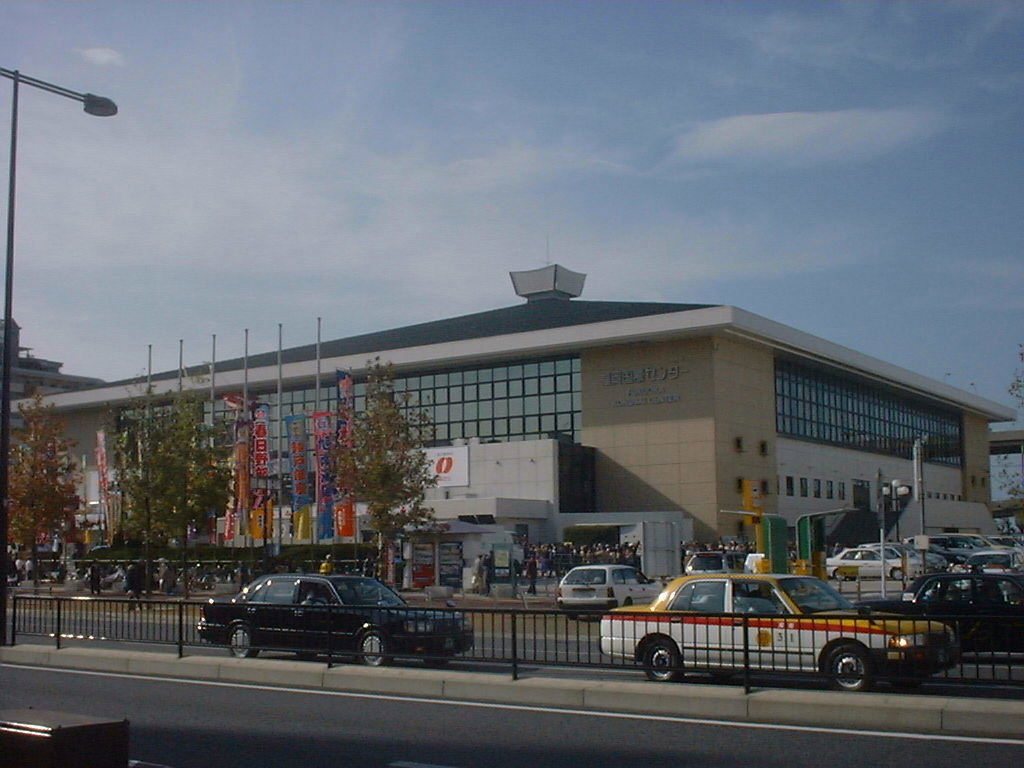
Centro Fukuoka Kokusai.

El Centro de Conferencias de Fukuoka situado en Fukuoka, Japón, es un grupo de tres edificios separados donde opera la Fundación del centro de convenciones de Fukuoka.

## Centro Fukuoka Kokusai
El Centro Fukuoka Kokusai abrió en 1981 y es aquí donde se celebra cada noviembre uno de los seis torneos nacionales de sumo.

## Marine Messe Fukuoka

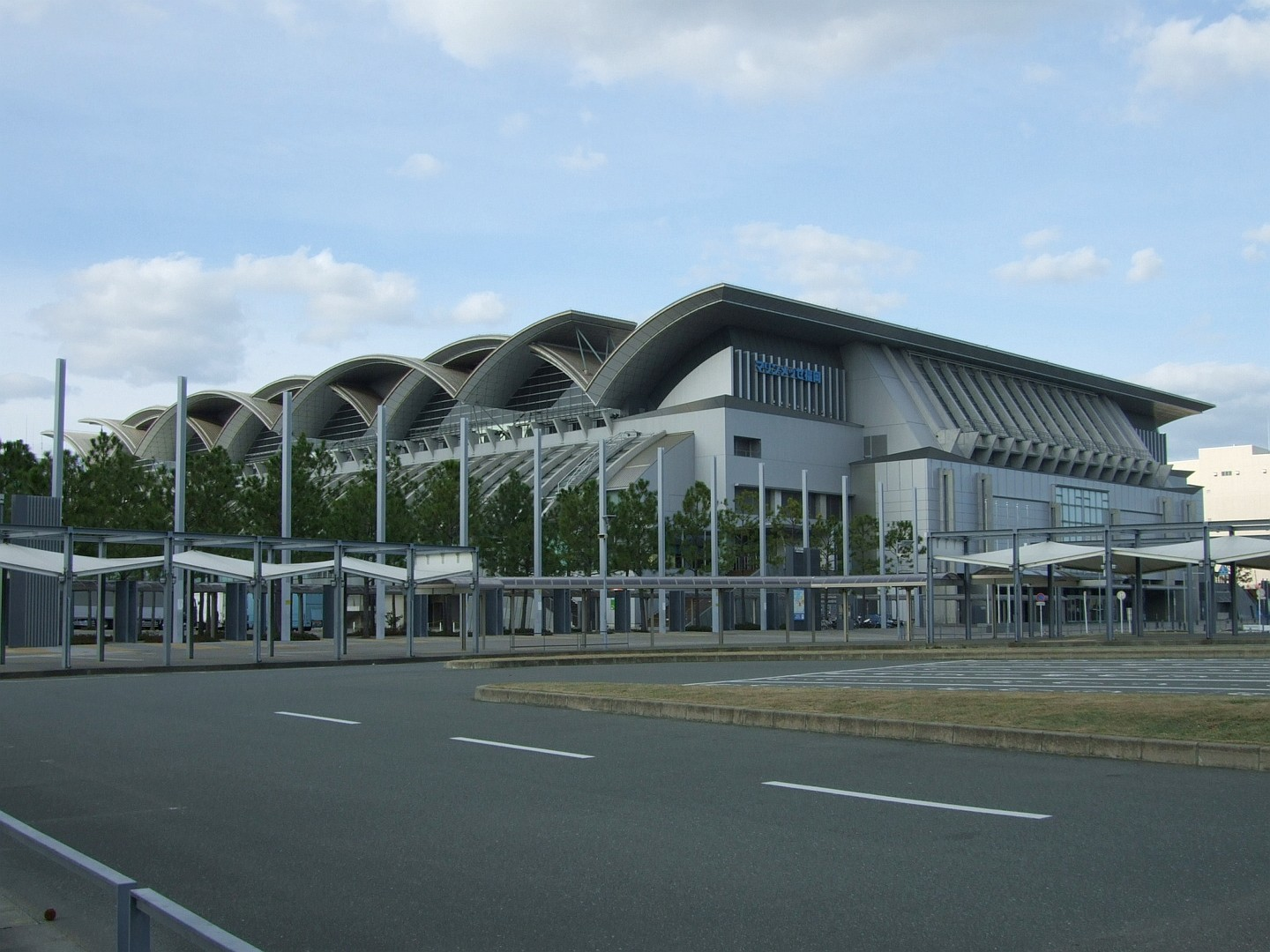
Marine Messe Fukuoka.

El Marine Messe Fukuoka abrió en 1995 y es uno de los edificios interiores de arena más utilizados con capacidad para 8.500 personas. 

## Centro de congresos internacional de Fukuoka
Este edificio se abrió en el año 2003.